# Ann Radcliffe
Ann Radcliffe (9 de julio de 1764–7 de febrero de 1823) fue una novelista británica, pionera de la llamada novela gótica de terror.

## Biografía
Su nombre real era Ann Ward y nació en Holborn, Londres, hija de un comerciante. En el año 1788 contrajo matrimonio con William Radcliffe, editor del English Chronicle de la ciudad de Bath. No tuvieron hijos. Ann empezó a escribir historias, siendo animada a ello por su marido.
Publicó The Castles of Athlin and Dunbayne en 1789. Ambientada en Escocia, esta obra recibió escasa atención por parte de la crítica y el público, sin embargo fijó el tono que predominaría en el resto de su producción, en la cual siempre aparece alguna inocente y heroica joven en el marco de un tétrico y misterioso castillo en manos de un aún más misterioso señor de oscuro pasado.
En los años siguientes escribió otras cuatro novelas, ambientadas en lugares que resultaban exóticos para sus lectores. Sus novelas fueron tremendamente populares entre la clase alta y media alta, y eran devoradas por las jóvenes señoritas que se sentían identificadas con sus intrépidas heroínas. Así, escribió: A Sicilian Romance (1790), The Romance of the Forest (1791), Los misterios de Udolfo (The Mysteries of Udolpho) (1794) y The Italian (1796). Igualmente, escribió un volumen describiendo sus viajes a Holanda, Alemania y el Lake District.
El éxito de The Romance of the Forest (traducible por El idilio del bosque) colocó a su autora como máximo exponente de la novela histórica. Sus últimas novelas despertaron aún mayor interés, lo que trajo consigo un gran número de imitadores de todo tipo. Jane Austen parodió Los misterios de Udolfo de Radcliffe, a la cual conocía y admiraba, en su obra La abadía de Northanger. Radcliffe influyó también, entre otros, en el gran novelista escocés Sir Walter Scott y en la pensadora Mary Wollstonecraft. Aluden a Radcliffe en sus obras otros importantes escritores como Maria Edgeworth, Edgar Allan Poe, Charles Dickens, Henry James, Honoré de Balzac y Victor Hugo, entre otros.
Ann Radcliffe murió el 7 de febrero de 1823 de insuficiencia respiratoria, probablemente derivada de una neumonía.
Su punto de vista acerca de sí misma y de su trabajo apareció en 1826, bajo el intrigante título de "On the Supernatural in Poetry", by the late Mrs. Ann Radcliffe (traducible por Sobre lo sobrenatural en poesía, por la difunta Ann Radcliffe). Se trata sin embargo de un trabajo serio, digno de lectura atenta.
Póstumamente fueron publicadas una novela, Gaston de Blondeville, y el relato "St Albans Abbey, a Metrical tale".

## Influencia en escritores posteriores
- Jane Austen
- William Makepeace Thackeray
- Sir Walter Scott
- William Wordsworth
- Samuel Taylor Coleridge
- Percy Bysshe Shelley
- John Keats
- Lord Byron
- Charles Dickens: La pequeña Dorrit (1855-7)
- Wilkie Collins: La mujer de blanco (1860)
- Hermanas Brontë

Muy notable en Charlotte Brontë: Jane Eyre (1847)
- Daphne du Maurier: Rebecca (1938)
- Witold Gombrowicz: Possessed, or The Secret of Myslotch: A Gothic Novel (1939)
- Edgar Allan Poe: En su relato "El retrato oval", menciona la novela Los misterios de Udolfo, tratando algo despectivamente a su autora.
- Paul Féval, padre: usó a la autora como protagonista de su novela La Ville Vampire (traducible como La ciudad vampiro).

## Obras
- En inglés:
  - The Castles of Athlin and Dunbayne (1 volume), 1789 ISBN 0-19-282357-4
  - A Sicilian Romance (2 vols.) 1790 ISBN 0-19-283666-8
  - The Romance of the Forest (3 vols.) 1791 ISBN 0-19-283713-3
  - The Mysteries of Udolpho (4 vols.) 1794. ISBN 0-19-282523-2
  - The Italian (3 vols.) 1797. ISBN 0-14-043754-1
  - Gaston de Blondeville (4 vols.) 1826, reimpreso en 2006 por Valancourt Books ISBN 0-9777841-0-X

- En español
  - El Italiano o el Confesionario de los Penitentes Negros: ISBN 84-7426-067-1 (Ed. Icaria)
  - El Italiano o el Confesionario de los Penitentes Negros: ISBN 84-7702-289-5 (Ed. Valdemar)
  - Los misterios de Udolfo: ISBN 84-7702-362-X (Ed. Valdemar)
  - Julia o los subterráneos del castillo de Mazzini título que adopta su obra A Sicilian Romance en sus únicas ediciones fechadas desde 1818 hasta 1840 (descatalogado)
  - Los castillos de Athlin y Dunbayne ISBN 9788495881656 (Ed. Ellago, descatalogado) Existen por igual dos ediciones fechadas en 1830 y 1833 cuyos títulos son respectívamente Adelina o la abadía en la selva y La selva o la abadía de Santa Clara) (descatalogados)